# اختلال خواب
اختلالات خواب (به انگلیسی: Sleep disorder) مانند زیاد یا کم خوابیدن، پریدن از خواب، نرفتن به مرحله خواب عمیق و سخت به خواب رفتن است. این اختلالات می‌تواند ناشی از بیماریهای روانپزشکی مانند اضطراب، بیماریهای سیستم تنفسی (خرناس)، یا به عنوان نوعی بیماری سالمندان باشد.
اختلالات خواب می تواند ناشی از مسائل مختلفی از جمله دندان قروچه ( براکسیسم ) و وحشت شبانه باشد. مدیریت اختلالات خواب که ثانویه به اختلالات روانی، پزشکی یا سوء مصرف مواد هستند، باید بر شرایط زمینه ای تمرکز کند. 

از مهم‌ترین اختلالات خواب، بی‌خوابی و فلج خواب یا بختک است.

## خواب طبیعی
خواب، دو فاز یا مرحله دارد: مرحله حرکات سریع چشم (Rapid Eye Movement) و مرحله بدون حرکات سریع چشم (Non REM). خواب در مرحله REM یا خواب همراه با رؤیا (Dream Sleep)، آن مرحله از خواب است که در آن مغز فعال است؛ NREM مرحله آرام یا پر آسایش خواب است. مراحل خواب از NREM به REM به‌طور پیوسته تکرار می‌شوند. هر چرخه خواب حدود ۹۰ دقیقه به طول می‌انجامد و ۴ تا ۶ بار در طول یک خواب ۷ یا ۸ ساعته تکرار می‌شود.

## اختلالات رایج خواب
اختلالات رایج خواب با الگوی خواب غیرطبیعی را بدون توجه به عامل ایجادکننده می‌توان به این شکل تقسیم‌بندی کرد:
- عدم توانایی در خوابیدن (بی‌خوابی Insomnia)
- اختلال در چرخهٔ خواب و بیداری.
- اختلالات مربوط به مراحل خواب یا بیداری نسبی (پاراسومینا Parasomnia)
- خواب آلودگی مفرط

## اختلالات خواب
اختلالات خواب بر اساس طبقه بندی بین المللی به شش دسته اصلی تقسیم می شود که عبارتند از:
بی خوابی یا اینسومنیا
اختلالات ریتم چرخه خواب و بیداری
پرخوابی یا هایپرسومنیا
خواب پریشی یا پاراسومنیا
اختلالات حرکتی مرتبط با خواب
اختلالات تنفسی مرتبط با خواب

## تشخیص

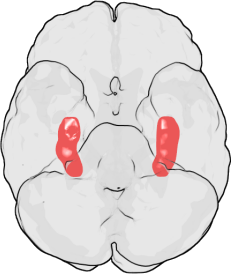
مغز انسان از نمای زیرین .این تصویر یک مغز انسان را به‌صورت نیمه‌شفاف نشان می‌دهد .قسمت جلویی مغز در بالای تصویر قرار دارد. مناطق قرمزرنگ محل تقریبی هیپوکامپوس را در لوب‌های تمپورال مغز انسان نشان می‌دهند.

جهت بررسی اختلالات خواب می توان از آزمون‌های تشخیصی نظیر پلی سومنوگرافی استفاده نمود.
اما برای تشخیص اختلالات خواب در اکثر موارد نیاز به آزمون‌های اضافه‌تری وجود ندارد و عموماً بر اساس شرح حال بالینی و یا با استفاده از پرسشنامه‌های مخصوص متناسب با گروه سنی فرد تشخیص داده می‌شود. به عنوان مثال برای گروه سنی ۱ تا ۵ سال از پرسشنامه خواب کودکان تیساید می‌توان استفاده نمود.

## پرسشنامه های خواب

### پرسشنامه خواب کودکان تیساید
شامل ۱۰ مورد است که الگوهای خواب مربوط به اختلالات شروع و حفظ خواب را اندازه‌گیری می کنند. به منظور شناسایی مشکلات خواب که ماندگار هستند، به جای مشکلاتی که گذرا هستند، پاسخ به اقلام بر اساس الگوی رفتار در طول یک دوره ۳ ماهه است. از یک مقیاس رتبه‌بندی ۵ امتیازی استفاده می شود به طوری که می‌توان مشکلات خفیف‌تر و همچنین شدیدتری را تشخیص داد. برای به دست آوردن نمره کل، تنها ۹ مورد اول در نظر گرفته می‌شود که در نتیجه نمره اختلال خواب تجمعی است که در محدوده ۰ تا ۳۶ خواهد بود. نمره کل بر روی پرسشنامه نشان دهنده شدت مسئله است (نمرات بالاتر نشان دهنده شدت بیشتر است).